# Índice de poder de Banzhaf

Modelo de computadorizado do índice de poder de Banzhaf retirado do Wolfram Demonstrations Project

O índice de poder de Banzhaf, nomeado após John F. Banzhaf III (originalmente inventado por Lionel Penrose em 1946 e às vezes chamado de índice Penrose-Banzhaf ; também conhecido como índice Banzhaf-Coleman em referência à James Samuel Coleman ), é um índice de poder definido pela probabilidade de alterar o resultado de uma votação em que os direitos de voto não são necessariamente divididos igualmente entre os eleitores ou acionistas .
Para calcular o poder de um eleitor usando o índice de Banzhaf, liste todas as coalizões vencedoras e, em seguida, conte os eleitores críticos. Um eleitor crítico é um eleitor que, se mudasse seu voto de sim para não, causaria o fracasso da medida. O poder de um eleitor é medido como a fração de todos os votos decisivos que ele poderia lançar. Existem alguns algoritmos para calcular o índice de poder, por exemplo, técnicas de programação dinâmica, métodos de enumeração e métodos de Monte Carlo . 

## Exemplos

### Jogo de Votação

#### Jogo de Votação Simples
Um jogo de votação simples, retirado de Teoria dos Jogos e Estratégia de Philip D. Straffin: 
[6; 4, 3, 2, 1]
Os números entre colchetes significam que uma medida requer 6 votos para ser aprovada, e o eleitor A pode lançar quatro votos, B três votos, C dois e D um. Os grupos vencedores, com votos indecisos sublinhados, são os seguintes:
AB, AC, ABC, ABD, ACD, BCD, ABCD
Existem um total de 12 votos decisivos, então pelo índice Banzhaf, o poder é dividido assim:
A = 5/12, B = 3/12, C = 3/12, D = 1/12

#### Colégio Eleitoral dos Estados Unidos
Considere o Colégio Eleitoral dos Estados Unidos . Cada estado tem mais ou menos poder do que o próximo estado. Há um total de 538 votos eleitorais . A maioria dos votos é composta por 270 votos. O índice de poder de Banzhaf seria uma representação matemática da probabilidade de um único estado conseguir decidir a votação. Um estado como a Califórnia, que é alocada com 55 votos eleitorais, teria mais chances de decidir a votação do que um estado como Montana, que tem 3 votos eleitorais.
Suponha que os Estados Unidos tenham uma eleição presidencial entre um republicano (R) e um democrata (D). Para simplificar, suponha que apenas três estados estejam participando: Califórnia (55 votos eleitorais), Texas (38 votos eleitorais) e Nova York (29 votos eleitorais).
| Califórnia (55) | Texas (38) | Nova York (29) | votos R | votos D | Estados que podem decidir a votação                                 |
| --------------- | ---------- | -------------- | ------- | ------- | ------------------------------------------------------------------- |
| R               | R          | R              | 122     | 0       | nenhum                                                              |
| R               | R          | D              | 93      | 29      | Califórnia (D venceria por 84–38), Texas (D venceria por 67–55)     |
| R               | D          | R              | 84      | 38      | Califórnia (D venceria por 93–29), Nova York (D venceria por 67–55) |
| R               | D          | D              | 55      | 67      | Texas (R venceria por 93–29), Nova York (R venceria por 84–38)      |
| D               | R          | R              | 67      | 55      | Texas (D venceria por 93–29), Nova York (D venceria por 84–38)      |
| D               | R          | D              | 38      | 84      | Califórnia (R venceria por 93–29), Nova York (R venceria por 67–55) |
| D               | D          | R              | 29      | 93      | Califórnia (R venceria por 84–38), Texas (R venceria por 67–55)     |
| D               | D          | D              | 0       | 122     | nenhum                                                              |

O índice de poder Banzhaf de um estado é a proporção dos possíveis resultados em que esse estado poderia influenciar a eleição. Neste exemplo, todos os três estados têm o mesmo índice: 4/12 ou 1/3.
No entanto, se Nova York for substituída pela Geórgia, com apenas 16 votos eleitorais, a situação muda drasticamente.
| Califórnia (55) | Texas (38) | Geórgia (16) | votos R | votos D | Estados que podem influenciar a votação |
| --------------- | ---------- | ------------ | ------- | ------- | --------------------------------------- |
| R               | R          | R            | 109     | 0       | Califórnia (R venceria por 109-0)       |
| R               | R          | D            | 93      | 16      | Califórnia (R venceria por 93–16)       |
| R               | D          | R            | 71      | 38      | Califórnia (R venceria por 71–38)       |
| R               | D          | D            | 55      | 54      | Califórnia (R venceria por 55–54)       |
| D               | R          | R            | 54      | 55      | Califórnia (D venceria por 55–54)       |
| D               | R          | D            | 38      | 71      | Califórnia (D venceria por 71–38)       |
| D               | D          | R            | 16      | 93      | Califórnia (D venceria por 93–16)       |
| D               | D          | D            | 0       | 109     | Califórnia (D venceria por 109-0)       |

Neste exemplo, o índice Banzhaf dá à Califórnia 1 e aos outros estados 0, pois a Califórnia sozinha tem mais da metade dos votos.

### Jogo de Cartel
Cinco empresas (A, B, C, D, E) assinam um acordo para a criação de um monopólio . O tamanho do mercado é X = 54 milhões de unidades por ano (por exemplo, barris de petróleo) para um monopólio. A capacidade máxima de produção dessas empresas é A = 44, B = 32, C = 20, D = 8 e E = 4 milhões de unidades por ano. Portanto, há um conjunto de coalizões capazes de fornecer os 54 milhões de unidades necessárias para o monopólio, e um conjunto de coalizões incapazes de fornecer esse número. Em cada uma das coalizões suficientes pode-se ter membros necessários (para que a coalizão forneça a produção necessária) e membros desnecessários (sublinhados na tabela abaixo). Mesmo quando um desses membros desnecessários sai da coalizão suficiente, essa coalizão é capaz de fornecer a produção necessária. No entanto, quando um membro necessário sai, a coalizão suficiente torna-se insuficiente. O lucro do monopólio a ser distribuído entre os membros da coalizão é de 100 milhões de dólares por ano.
| Coalizões suficientes   | ABCDE, ABCD, ABCE, ABDE, ACDE, ABC, ABD, ABE, ACD, ACE, BCDE, BCD, BCE, ADE, AB e AC |
| Coalizões insuficientes | CDE, BDE, AD, AE, BC, BD, BE, CD, CE, DE, A, B, C, D e E                             |

O índice de Penrose–Banzhaf pode ser aplicado para o cálculo do valor de Shapley, que fornece uma base para uma distribuição do lucro de cada jogador no jogo em proporção ao número de coalizões suficientes nas quais aquele jogador é necessário. O jogador A é necessário para 10 das 16 coligações suficientes, B é necessário para 6, C também para 6, D para 2 e E para 2. Portanto, A é necessário em 38,5% do total de casos (26 = 10 + 6 + 6 + 2 + 2, portanto 10/26 = 0,385), B em 23,1%, C em 23,1%, D em 7,7% e E em 7,7% (estes são os índices de Banzhaf para cada empresa). A distribuição dos 100 milhões de lucros do monopólio sob o critério do valor de Shapley deve seguir essas proporções.

## História
O que é conhecido hoje como o índice de potência de Banzhaf foi originalmente introduzido por Lionel Penrose em 1946  e foi amplamente esquecido.  Foi reinventado por John F. Banzhaf III em 1965,  mas teve que ser reinventado mais uma vez por James Samuel Coleman em 1971  antes de se tornar parte da literatura dominante.
Banzhaf queria provar objetivamente que o sistema de votação do conselho do condado de Nassau era injusto. Conforme dado em Teoria dos Jogos e Estratégia, os votos foram alocados da seguinte forma: 
- Hempstead #1: 9
- Hempstead #2: 9
- North Hempstead: 7
- Baía das Ostras: 3
- Glen Cove: 1
- Long Beach: 1

Totalizando 30 votos, e uma maioria simples de 16 votos era necessária para que uma medida fosse aprovada. 
Na notação de Banzhaf, [Hempstead #1, Hempstead #2, North Hempstead, Oyster Bay, Glen Cove, Long Beach] são A-F em [16; 9, 9, 7, 3, 1, 1]
Existem 32 coalizões vencedoras e 48 votos decisivos:
AB AC BC ABC ABD ABE ABF ACD ACE ACF BCD BCE BCF ABCD ABCE ABCF ABDE ABDF ABEF ACDE ACDF ACEF BCDE BCDF BCEF ABCDE ABCDF ABCEF ABDEF ACDEF BCDEF ABCDEF
O índice de Banzhaf fornece estes valores:
- Hempstead #1 = 16/48
- Hempstead #2 = 16/48
- North Hempstead = 16/48
- Oyster Bay = 0/48
- Glen Cove = 0/48
- Long Beach = 0/48

Banzhaf argumentou que um arranjo de votação que dá 0% do poder para 16% da população é injusto. 
Hoje,  o índice de poder de Banzhaf é uma forma aceita de medir o poder de voto, juntamente com o índice de poder de Shapley–Shubik alternativo. Ambas as medidas têm sido aplicadas à análise da votação no Conselho da União Europeia . 
No entanto, a análise de Banzhaf foi criticada por tratar os votos como cara ou coroa, e um modelo empírico de votação, em vez de um modelo de votação aleatória como o usado por Banzhaf, traz resultados diferentes. 